# اینسا کاگمن
اینسا کاگمن (انگلیسی: Inessa Kaagman؛ زادهٔ ۱۷ آوریل ۱۹۹۶) بازیکن فوتبال اهل پادشاهی هلند است.
از باشگاه‌هایی که در آن بازی کرده‌است می‌توان به باشگاه فوتبال برایتون اند هوو آلبیون، باشگاه فوتبال زنان اورتون، و باشگاه فوتبال آژاکس آمستردام اشاره کرد.
وی همچنین در تیم‌های ملی فوتبال Netherlands women's national under-17 football team, Netherlands women's national under-19 football team، و زنان هلند بازی کرده‌است.